# Les Cercueils de zinc
Les Cercueils de zinc (en russe : Цинковые мальчики qui signifie Les garçons de zinc) est un essai documentaire de l'écrivaine biélorusse Svetlana Aleksievitch, lauréate du prix Nobel de littérature en 2015. Ce livre, paru en 1989, réunit des témoignages de participants soviétiques à la guerre d'Afghanistan, qui débute en décembre 1979 pour se terminer en février 1989, trois ans avant la fin de l'URSS, à la fin de l'année 1991.

## Sujet
Suivant le même procédé que celui utilisé pour la plupart de ses œuvres, l'auteur rassemble une suite de témoignages entendus, qui lui sont confiés par les mères, les épouses, les amies vivant en URSS et par les acteurs russes eux-mêmes de la guerre : soldats, soldates, officiers, médecins, infirmiers, pilotes. Le nom des témoins n'est jamais renseigné. L'auteure considère qu'il s'agit d'une confession dont elle doit garder le secret quant à la personne. Mais les témoins craignent aussi les reproches contre eux, que l'on appelle « Combattants-internationalistes », et que l'on décore du côté officiel, mais qui sont assimilés parfois aux combattants de la Grande Guerre patriotique dans le rôle des Allemands.

## Citations
« Alors, Vova, tu ne sais pas ce que fais ton papa ? - Avant, il était pilote, maintenant il travaille comme fasciste en Afghanistan...(un écolier russe) ».
« Un homme ne meurt pas du tout comme au cinéma, où on le voit tomber dès qu'il reçoit une balle dans la tête. En réalité, il a la cervelle qui gicle et il court après en essayant de la retenir, il peut courir cinq cents mètres de cette façon. C'est au-delà du concevable... (un médecin militaire). ».
« J'ai vu qu'en une seconde il pouvait ne plus rien rester d'un homme, comme s'il n'avait jamais existé. On expédiait un uniforme vide dans un cercueil qu'on lestait de terre étrangère pour faire le poids ...(un soldat grenadier). ».

## Appréciation
Svetlana Aleksievitch livre au lecteur les témoignages les plus frappants qui restent dans la mémoire de ceux dont la vie sera toujours divisée entre l'« avant » et l'« après » la guerre. Ce sont surtout les dernières années de l'intervention soviétique qui sont mises en lumière, quand la situation est définitivement minée par la guerre. Elle décrit la douleur infinie des mères qui voient arriver les cercueils de zinc contenant les restes de leurs fils, parfois trop grands pour rentrer dans leur appartement et parfois lestés de terre pour faire le poids d'un corps disloqué, sans membres. Elle reprend aussi les questionnements de tous ceux qui tentent de comprendre les raisons de cette guerre. En URSS certains étaient indifférents à cette guerre, d'autant plus qu'elle se poursuivait longuement. Du côté officiel, on ne voulait pas connaître la vérité, ou plutôt que la vérité soit connue de tous et Aleksievitch a été victime de nombreuses attaques en diffamation dans la presse, ou de tentatives de la réduire au silence en empêchant la diffusion de son livre.

## Films et spectacles
- Sur le sujet du livre le metteur en scène biélorusse Sergueï Loukiantchikov a réalisé une série filmée dans les studios de Belarusfilm sur un scénario de Loukiantchikov et Svetlana Alekievitch :

1. Honte (Стыд) (1991)
2. Je suis sorti de la soumission (1992)[7]

- Sur le sujet de la guerre d'Afghanistan, le cinéaste russe Alexandre Sokourov a réalisé le film Voix spirituelles (en russe : Духовные голоса) en 1995. Mais, outre qu'il s'agit d'un film, son approche est aussi dans un registre fort différent. Sokourov filme, pendant plusieurs mois, la vie quotidienne d'une garnison russe de garde-frontières isolés dans les montagnes afghanes. Avec ses jours de guets, les tirs sporadiques, les patrouilles dans des zones minées, les combats dans la montagne, l'arrivée des bleus, le départ des blessés[8].
- Cargo 200 du réalisateur Alexeï Balabanov sorti sur écran en 2007.

### Adaptations théâtrales
- Si je survis l'été (Если проживу лето) — Théâtre Lensoviet. Metteur en scène Genadi Trsostianenski[9].
- Les Garçons de zinc Théâtre national académique de Biélorussie Ianka Koupala. Metteur en scène Valéri Raevski[9].
- Les Garçons de zinc — Théâtre de la jeunesse à Tchernigov Ukraine, 1990[10].
- Des cercueils de zinc. Un essai d’effraction — Théâtre de la Bastille, Paris. Metteur en scène Didier-Georges Gabily[11].
- Mort à la guerre en temps de paix — Château Rouge, metteur en scène : Patrick Le Mauff et Loren Verselletto, 1993[12].
- Les Cercueils de zinc — Théâtre de la Commune, Aubervilliers (France), metteur en scène Jacques Nichet, 2003[13].
- Les Vainqueurs — Théâtre de Tomsk des jeunes spectateurs, 2015. Metteur en scène : Dmitri Egorov[14].